# 함안 내곡리 청간정 고문서
함안 내곡리 청간정 고문서(咸安 內谷里 淸澗亭 古文書)는 대한민국 경상남도 함안군에 있는 조선시대의 고문서이다. 2010년 10월 7일 경상남도의 유형문화재 제507호로 지정되었다.

## 개요
고문서 중 분재기는 1644년에서 1772년에 6대에 걸친 함안 여주 이씨 사직공파의 가계·재산·상속 형태·소유한 토지 분포 내용을 담고 있다.

## 참고 자료
- 함안 내곡리 청간정 고문서 - 국가유산청 국가유산포털